# Fuerte de San Miguel (Malta)
El Fuerte de San Miguel era una fortificación en la isla de Malta.
Fue erigido por los Caballeros Hospitalarios de Malta entre 1551 y 1565 sobre la península entonces conocida como Isla de San Miguel formada por Dockyar Creek y French Creek en el Gran Puerto.
La zona aún es conocida como L-Isla, pero en la actualidad está ocupada por la ciudad fortificada de Senglea.
La fortificación original fue iniciada en 1551, inicialmente bajo el patronazgo del Gran Maestre Juan de Homedes y Coscon, según un diseño del ingeniero militar Pedro Pardo d’Andrera, y ampliada a una ciudad fortificada por el Gran Maestre Claude de la Sengle durante los preparativos de los Caballeros para el Gran Sitio de Malta.
El fuerte de San Miguel era uno de los tres que defendían la posición del Gran Puerto durante el asedio, junto con el Fuerte de San Telmo y el Fuerte de San Ángel. San Telmo fue tomado, pero San Miguel resistió el asedio, aunque con graves daños, y fue escenario de algunas de las más encarnizadas batallas del asedio. Soportó 10 asaltos de los turcos.

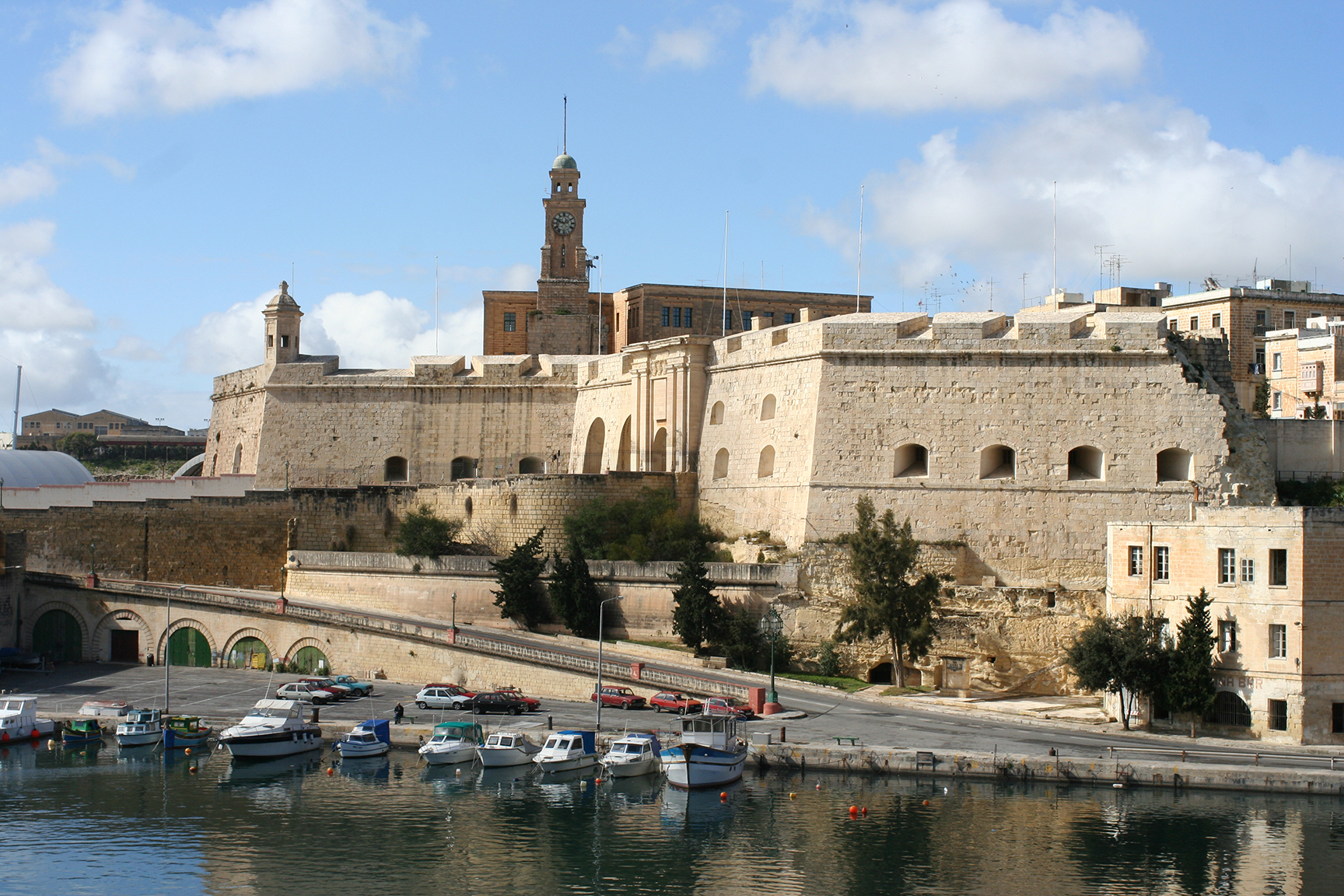
Murallas y fuerte de San Miguel.

La reconstrucción y ampliación de la ciudad fortificada de Senglea tras el asedio continuó hasta 1581. El nombre de Fuerte San Miguel quedó asociado con el bastión del lado de tierra de Senglea, también conocido como la Batería de San Miguel o del caballero de San Miguel. La zona fue desmantelada durante la ampliación a la zona del astillero a finales del siglo XIX y la construcción de una escuela de primaria en la década de 1920. Lo que restaba fue seriamente dañado por los bombardeos aéreos durante la Segunda Guerra Mundial. Tras la guerra las ruinas fueron desmanteladas y el lugar convertido en un jardín público.
Los impresionantes bastiones del lado del mar de Senglea aún permanecen en pie, como testimonios del emplazamiento y propósito del fuerte original, como la Puerta Principal de Senglea, la cual ha sido restaurada recientemente, después de que la reconstrucción de posguerra se viniera abajo tras un fuerte aguacero en los años 60.
- Datos: Q1997378
- Multimedia: Fort Saint Michael / Q1997378